# Bitze (Leuscheid)
Bitze war eine Ortschaft in der Gemeinde Windeck im Rhein-Sieg-Kreis.

## Lage
Bitze liegt am Irserbach gegenüber von Niederirsen. Es bildet heute den nördlichen Teil von Irsen.

## Geschichte
Bitze bedeutet eine dörfliche Streuobstwiese, der Ort entstand demnach als Erweiterung von Mittelirsen.
Das Dorf gehörte zum Kirchspiel Leuscheid und zeitweise zur Bürgermeisterei Herchen.
1830 hatte Bitze 24 Einwohner.
1845 hatte der Weiler 27 evangelische Bewohner in sechs Häusern.
1888 hatte Bitze 38 Bewohner in sechs Häusern.
1910 wohnten in Bitze die Haushaltsvorstände Ackerer Daniel und Herhard Bitzer, Ackerin Witwe Wilhelm Krämer, Ackerer Gustav Mäueler, zwei Ackerer Wilhelm Molly, Ackerer Heinrich Gerhard Niederhausen und Ackergehülfe Heinrich Niederhausen, Ackerer Christian Stöber, der gewerblose Julius Stöber und Ackerer Karl Stöber, also elf Haushalte.
1962 hatte das Dorf nur noch 20 Einwohner, 1976 waren es 18.